# Campionato Sudamericano 1971 (hockey su pista)
Il campionato sudamericano di hockey su pista 1971 è stata l'8ª edizione del torneo di hockey su pista per squadre nazionali maschili sudamericane. Il torneo si è svolto in Brasile a San Paolo dal 20 al 23 ottobre 1971.
A vincere il torneo fu l'Argentina per la quarta volta nella sua storia precedendo in classifica il Cile.

## Formula
Il campionato Sudamericano 1971 fu disputato da cinque selezioni nazionali tramite la formula del girone all'italiana con gare di sola andata. Vennero attribuiti due punti per l'incontro vinto, uno per l'incontro pareggiato e zero in caso di sconfitta. La prima squadra classificata venne proclamata campione.

## Squadre partecipanti
| Pr. | Squadra   | Partecipazioni precedenti al torneo      |
| --- | --------- | ---------------------------------------- |
| 1   | Argentina | 1956, 1959, 1963, 1966, 1967, 1969       |
| 2   | Brasile   | 1954, 1956, 1959, 1966, 1967, 1969       |
| 3   | Cile      | 1954, 1956, 1959, 1963, 1966, 1967, 1969 |
| 4   | Uruguay   | 1954, 1956, 1959, 1963, 1967, 1969       |

Nota bene: nella sezione "partecipazioni precedenti al torneo" le date in grassetto indicano la squadra che ha vinto quell'edizione del torneo

## Svolgimento del torneo

### Classifica finale
| Pos. | Squadra   | Pt | G | V | N | P | GF | GS | DR  |
| ---- | --------- | -- | - | - | - | - | -- | -- | --- |
| 1.   | Argentina | 5  | 3 | 2 | 1 | 0 | 12 | 4  | +8  |
| 4.   | Cile      | 5  | 3 | 2 | 1 | 0 | 12 | 5  | +7  |
| 3.   | Brasile   | 2  | 3 | 1 | 0 | 2 | 6  | 9  | -3  |
| 4.   | Uruguay   | 0  | 3 | 0 | 0 | 3 | 2  | 14 | -12 |

### Risultati
| San Paolo 20 ottobre 1971 | Argentina | 1 – 1 | Cile |  |

| San Paolo 20 ottobre 1971 | Brasile | 4 – 2 | Uruguay |  |

| San Paolo 22 ottobre 1971 | Argentina | 7 – 0 | Uruguay |  |

| San Paolo 22 ottobre 1971 | Brasile | 2 – 5 | Cile |  |

| San Paolo 23 ottobre 1971 | Argentina | 4 – 3 | Brasile |  |

| San Paolo 23 ottobre 1971 | Cile | 7 – 2 | Uruguay |  |